# Białe noce (serial telewizyjny)
Białe noce (hangul: 불야성 Bul-yaseong) – południowokoreański serial telewizyjny emitowany na antenie MBC. Był emitowany od 321 listopada 2016 roku do 24 stycznia 2017 roku, w poniedziałki i wtorki o 22:00, liczy 20 odcinków. Główne role odgrywają w nim Lee Yo-won, Jin Goo oraz Uee.
Serial jest dostępny, pt. Białe noce, za pośrednictwem platformy Netflix z napisami w różnych językach, w tym polskim.

## Fabuła
Serial opowiada o losach trzech osób walczących o władzę w bezwzględnym społeczeństwie. Seo Yi-kyung (Lee Yo-won) jest bezwzględną i inteligentną bizneswoman, która jest w stanie zrobić wszystko, aby zrealizować swoje ambicje. Park Gun-woo (Jin Goo) jest spadkobiercą dużej firmy, którego 12 lat temu zdradziła ukochana, Yi-kyung. Nowo zatrudniona Lee Se-jin pochodzi z biednej rodziny, w ambitnej kobiecie widzi swoją nową idolkę i pragnie się do niej upodobnić.

## Obsada

### Główna
- Lee Yo-won jako Seo Yi-kyung
- Jin Goo jako Park Gun-woo
- Uee jako Lee Se-jin

### W pozostałych rolach
| S Finance - Choi Il-hwa jako Seo Bong-soo - Choi Min jako Jo Seong-mook - Shim Yi-young jako pisarz Kim - Jung Hae-in jako Tak Rodzina Se-jin - Yoon Bok-in jako Kim Hwa-sook - Kim Go-eun jako Shin Song-mi Mujin Group - Jung Han-yong jako Park Moo-il - Lee Jae-yong jako Park Moo-sam - Nam Gi-ae jako Moon Hee-jeong | Tianjin Finance - Jun Gook-hwan jako Son Ee-sung - Park Seon-woo jako Son Gi-tae - Lee Ho-jung jako Son Ma-ri BaekSong Foundation - Jung Dong-hwan jako Jang Tae-joon - Song Yeong-kyu jako Nam Jong-kyu |

Inni
- Lee Yoon-sang
- Cha Sun-hyung
- Hwang Shi-myung
- Kim Sa-hoon
- Sung Nak-kyung
- Min Joon-hyun
- Seo Yoon-seok
- Kim Hyun
- Na Jong-soo
- Kwon Hyeok-soo
- Jun Jin-gi
- Son Sun-keun
- Kim Yong-hwan
- Bae Gi-beom

## Produkcja
Pierwsze czytanie scenariusza odbyło się 27 września 2016 roku w stacji MBC w Sangam, zdjęcia rozpoczęto 4 października 2016 roku w Seulu. 16 października rozpoczęto filmowanie w Fukuoce, w Japonii, a następnie od 30 października w Nagoi.

## Ścieżka dźwiękowa
| OST Part 1 | OST Part 1      | OST Part 1                | OST Part 1   | OST Part 1 | OST Part 1 |
| Nr         | Tytuł utworu    | Słowa                     | Muzyka       | Wykonawca  | Długość    |
| ---------- | --------------- | ------------------------- | ------------ | ---------- | ---------- |
| 1.         | „Way” (kor. 길) | Park Jung-ok, Kim Joon-il | Park Jung-ok | XIA        | 3:48       |
| 2.         | „Way” (Instr.)  | Park Jung-ok, Kim Joon-il | Park Jung-ok |            | 3:48       |

| OST Part 2 | OST Part 2                      | OST Part 2         | OST Part 2 |
| Nr         | Tytuł utworu                    | Wykonawca          | Długość    |
| ---------- | ------------------------------- | ------------------ | ---------- |
| 1.         | „Like That Day” (kor. 그날처럼) | Sungje (Supernova) | 3:57       |
| 2.         | „Like That Day” (Instr.)        |                    | 3:57       |

| OST Part 2 | OST Part 2                | OST Part 2   | OST Part 2 |
| Nr         | Tytuł utworu              | Wykonawca    | Długość    |
| ---------- | ------------------------- | ------------ | ---------- |
| 1.         | „For Me” (kor. 나를 위해) | Bae Soo-jung | 4:32       |
| 2.         | „For Me” (Instr.)         |              | 4:32       |

## Oglądalność
| No. | Data emisji            | Oglądalność | Oglądalność |
| No. | Data emisji            | TNmS        | AGB Nielsen |
| --- | ---------------------- | ----------- | ----------- |
| 1   | 21 listopada 2016(dts) | 5,7%        | 6,6%        |
| 2   | 22 listopada 2016(dts) | 7,2%        | 6,3%        |
| 3   | 28 listopada 2016(dts) | 6,1%        | 5,5%        |
| 4   | 29 listopada 2016(dts) | 6,1%        | 6,2%        |
| 5   | 5 grudnia 2016(dts)    | 5,3%        | 4,7%        |
| 6   | 6 grudnia 2016(dts)    | 6,4%        | 5,4%        |
| 7   | 12 grudnia 2016(dts)   | 4,2%        | 4,7%        |
| 8   | 13 grudnia 2016(dts)   | 4,6%        | 5,2%        |
| 9   | 19 grudnia 2016(dts)   | 4,1%        | 3,8%        |
| 10  | 20 grudnia 2016(dts)   | 4,1%        | 4,5%        |
| 11  | 26 grudnia 2016(dts)   | 4,5%        | 4,4%        |
| 12  | 27 grudnia 2016(dts)   | 4,1%        | 3,8%        |
| 13  | 2 stycznia 2017(dts)   | 3,7%        | 4,1%        |
| 14  | 3 stycznia 2017(dts)   | 4,3%        | 4,7%        |
| 15  | 9 stycznia 2017(dts)   | 3,5%        | 3,4%        |
| 16  | 10 stycznia 2017(dts)  | 3,5%        | 4,0%        |
| 17  | 16 stycznia 2017(dts)  | 3,2%        | 3,1%        |
| 18  | 17 stycznia 2017(dts)  | 3,7%        | 3,5%        |
| 19  | 23 stycznia 2017(dts)  | 4,1%        | 4,1%        |
| 20  | 24 stycznia 2017(dts)  | 4,4%        | 4,3%        |